# 잉글랜드의 헨리에타
잉글랜드의 헨리에타(영어: Henrietta of England, 1644년 6월 16일 ~ 1670년 6월 30일)는 잉글랜드 국왕 찰스 1세의 막내딸이다. 프랑스 국왕 루이 13세의 차남 오를레앙 공작 필리프 1세의 첫 번째 아내이다. 잉글랜드와 스코틀랜드, 아일랜드의 국왕 찰스 2세와 제임스 2세의 여동생이다. 현재 자코바이트 왕위 계승권은 헨리에타의 후손들에게 있다.
잉글랜드에서 발생한 청교도 혁명으로 2살때 프랑스로 피신하여 어머니와 함께 그곳에서 지냈다. 프랑스 왕실도 프롱드의 난 등으로 힘든 시기였기에 힘든 성장기를 보냈다. 1660년에 큰 오빠 찰스 2세에 의해 왕정복고가 이루어진후 귀국하였고, 이후 프랑스 루이 14세의 동생과 혼인하였다. 부부사이는 원만치 못했으나 잉글랜드와 프랑스 사이에 외교적인 중간 역할을 하기도 했다.
26살의 젊은 나이에 갑자기 사망하자 독살설이 나돌았으나 부검결과 독살의 징후는 없다는 것이 부검의들의 공통된 소견이었다.

## 생애

### 출생
헨리에타 앤은 잉글랜드 내전 도중인 1644년 6월 26일, 엑서터의 베드포드 하우스에서 찰스 1세와 왕비 앙리에타 마리 사이에서 태어났다. 어머니 앙리에트 마리는 앙리 4세와 마리 드 메디시스의 딸로, 루이 13세의 누이였기 때문에 그 딸인 헨리에타 앤에게도 프랑스 왕실의 피가 흐르고 있었다. 그녀가 태어날 당시 내전(청교도 혁명)이 벌어져 어머니 앙리에트 마리는 남편과 함께 있던 옥스퍼드를 떠나 출산을 위해 엑서터로 온 상태였다.
어머니 앙리에타 마리는 출산후 앙리에트 앤을 가정교사인 모르톤 부인에게 맡긴후 7월에 프랑스로 건너갔다. 친정 프랑스로 왕실로부터 내전 진압을 위한 도움을 얻어내기 위해서였다. 찰스 1세는 영국국교회의 의식에 따라, 어린 공주의 세례식을 거행하도록 명을 내렸다. 이에 따라 7월 21일 엑세터 대성당에서 헨리에타에게 세례를 받았다. 아버지 찰스 1세는 7월 26일에 헨리에타 앤을 보기위해 찾아왔고 헨리에타는 런던 외곽의 오틀랜드 궁전으로 옮겨졌다. 1646년에 결국 청교도의 내란이 왕의 적들에게 유리하게 돌아가자, 영국 의회는 모르톤 부인에게 어린 공주를 출두시키라는 명을 내렸다. 그러나 모르톤 부인은 이를 거부한채 농가의 아낙네로 변장한 다음, 아기를 데리고 프랑스로 도망쳤다.

### 성장기
1646년에 어머니 앙리에트 마리를 만나 루브르 궁에서 거처하게 되었다. 3만 리브르의 연금과 생제르맹앙레의 성이 주어졌지만 이 막대한 돈은 영국의 찰스 1세 및 영국에서 프랑스로 도망쳐 온 망명 귀족들에게로 돌아갔다. 1649년 2월, 아버지 찰스 1세가 처형되었다는 소식이 전해졌을 무렵 헨리에타 앤과 가족들은 루이 14세 형제들을 비롯한 왕실 식구들과 함께 프롱드의 난을 피해 팔레 루아얄에 있었다.
그로부터 10 여년이 지난 1660년, 잉글랜드 왕정복고로 헨리에타 앤의 오빠 찰스 2세가 국왕으로 추대되었다. 그녀가 영국의 공주 지위를 되찾자 루이 14세의 동생이자 자신의 이종사촌 오빠인 오를레앙 공 필리프는 헨리에타에게 구혼했지만 그녀는 어머니와 함께 일단 영국으로 돌아갔다. 그 해 11월 22일 프랑스 왕실은 정식으로 결혼 신청을 했고, 찰스 2세는 여동생을 위해 지참금과 몽타르지 성을 주었다.

### 결혼
프랑스로 돌아온 헨리에타는 1661년 3월 31일 필리프와 결혼했다. 그러나 동성애자인 필리프와의 결혼 생활은 쉽지 않았고 헨리에타는 시아주버니인 프랑스 왕 루이 14세와 가까워졌다. 두 사람의 밀회를 들키지 않기 위한 위장에 나선 것은 헨리에타의 시녀 루이즈 드 라 발리에르였다. 그녀는 어느 샌가 루이 14세의 애첩이 되었고, 이를 알고 있었던 헨리에타 앤은 루이 14세에 대한 마음을 접었다.
필리프와의 사이에서는 마리 루이즈, 필리프 샤를, 안나 마리아 등 아이들이 차례로 태어났지만 남편과의 사이는 좋아지지 않았다. 필리프가 부부가 거처하는 생클루 성에까지 애인을 끌어들이자 헨리에타 앤은 견디다 못해 루이 14세에게 고통을 호소했다. 영국의 공주인 헨리에타의 심기를 거스르는 것은 양국의 외교에도 악영향을 미칠 것이라 판단한 루이 14세는 필리프의 동성 애인 로렌 공을 마르세유의 외딴 섬에 가두고 서신 교환을 금지시켰다.
1668년 루이 14세는 헨리에타에게 프랑스-영국간의 동맹을 위한 협력을 부탁했다. 왕의 요청을 받고 영국으로 향한 헨리에타는 평소 사이가 좋던 오빠 찰스 2세를 만나 무사히 도버 밀약을 맺는 데 성공했다.

### 사망
1668년 6월 29일 오후, 헨리에타는 치커리가 든 물을 마시고 갑자기 쓰러져 몹시 괴로워하다가 이튿날 새벽 의문의 죽음을 맞았다. 이때 그녀의 나이는 26살이었다. 필리프의 애인 로렌 공이 헨리에타의 찻잔에 독을 탔다는 소문이 돌았고 헨리에타의 시신을 부검하였으나 의사들은 독살의 흔적을 확인할 수 없다는데 의견을 일치시켰다. 그녀의 사인에 대해서는 의사들도 의견이 분분했고 공식적으로는 콜레라라고 발표되었으나 실제로는 복막염이었다고 여겨지고 있다. 남편 필리프는 헨리에타가 죽은 이듬해 팔츠의 엘리자베트 샤를로트와 재혼했다.

## 자녀
헨리에타는 8년간의 결혼 생활동안 여러 번 임신했으나 무사히 태어나서 성장한 것은 두 사람뿐이다.
| 사진 | 이름            | 생일            | 사망                  | 기타                                        |
| ---- | --------------- | --------------- | --------------------- | ------------------------------------------- |
|      | 마리 루이즈     | 1662년 3월 26일 | 1689년 2월 12일(26세) | 스페인 왕비(카를로스 2세와 결혼)            |
|      | 유산아          | 1663년          | 1663년                | 유산                                        |
|      | 필리프 샤를     | 1664년 7월 16일 | 1666년 12월 8일       | 요절                                        |
|      | 사산된 딸       | 1665년 7월 9일  | 1665년 7월 9일        | 요절                                        |
|      | 유산아          | 1668년          | 1668년                | 유산                                        |
|      | 안마리 도를레앙 | 1669년 8월 27일 | 1728년 8월 26일(58세) | 사르데냐 왕비(비토리오 아메데오 2세와 결혼) |